# 3. Kongress der Vereinigten Staaten
Der 3. Kongress der Vereinigten Staaten tagte zwischen dem 4. März 1793 und dem 3. März 1795, dem fünften und sechsten Amtsjahr von Präsident George Washington. Er trat in der Congress Hall in Philadelphia zusammen. Im Senat gab es eine Mehrheit für die Washington-unterstützende Pro-Administration Party, im Repräsentantenhaus eine Mehrheit für die opponierende Anti-Administration Party.

## Bedeutende Ereignisse
- 22. April 1793: George Washington unterzeichnet die Neutralitätsproklamation, wonach sich die Vereinigten Staaten in den Koalitionskriegen neutral verhalten würden.
- 14. März 1794: Eli Whitney erhält ein Patent für die Egreniermaschine.
- 27. März 1794: Der Kongress autorisiert den Bau der ersten sechs Fregatten der United States Navy.
- 7. August 1794: Aufgrund des Whiskey Act, einer Verbrauchsteuer auf Whiskey, kommt es zur Whiskey-Rebellion, einem Aufstand von Siedlern in Pennsylvania, der von der Bundesregierung mit militärischer Hilfe niedergeschlagen wird.
- 20. August 1794: Die Schlacht von Fallen Timbers geht mit einer Niederlage für die indianischen Stämme aus.

## Bedeutende Gesetzgebung
- 4. März 1794: Der Kongress verabschiedet den 11. Zusatzartikel zur Verfassung der Vereinigten Staaten, womit Bundesstaaten vor Gerichtsverfahren nach Bundesrecht geschützt werden sollen. Der Zusatzartikel wird am 7. Februar 1795 von 12. Bundesstaat ratifiziert und tritt damit in Kraft.
- 27. März 1794: Mit dem Naval Act of 1794 errichten die Vereinigten Staaten ihre erste Marine.
- 19. November 1794: Die Vereinigten Staaten gehen mit dem Königreich Großbritannien den Jay-Vertrag ein, der noch offene Spannungen und Streitfragen aus dem Amerikanischen Unabhängigkeitskrieg klären soll.
- 29. Januar 1795: Der Naturalization Act of 1795 transformierte den Einbürgerungsprozess in ein zweistufiges Verfahren und verlängerte den Mindestaufenthalt in den Vereinigten Staaten auf fünf Jahre, bevor die Einbürgerung vorgenommen werden kann.

## Parteien
Weder im Senat noch im Repräsentantenhaus gab es zu diesem Zeitpunkt organisierte Parteien. Es gab jedoch zwei Gruppierungen, die Anti-Administration Party und die Pro-Administration Party. Während Mitglieder der Anti-Administration Party später die Demokratisch-Republikanische Partei begründeten, war die Pro-Administration Party die Vorläuferpartei der Föderalistischen Partei.

### Repräsentantenhaus
| Gruppierung | Gruppierung             | Anfang      | Anfang        | Ende        | Ende          |
| Gruppierung | Gruppierung             | Abgeordnete | Stimmenanteil | Abgeordnete | Stimmenanteil |
| ----------- | ----------------------- | ----------- | ------------- | ----------- | ------------- |
|             | Pro-Administration (P)  | 50          | 47,6 %        | 49          | 47,6 %        |
|             | Anti-Administration (A) | 55          | 52,4 %        | 54          | 52,4 %        |
|             | Vakant                  | 0           |               | 2           |               |
| Summe       | Summe                   | 105         | 105           | 103         | 103           |

### Senat
| Gruppierung | Gruppierung         | Anfang    | Anfang        | Ende      | Ende          |
| Gruppierung | Gruppierung         | Senatoren | Stimmenanteil | Senatoren | Stimmenanteil |
| ----------- | ------------------- | --------- | ------------- | --------- | ------------- |
|             | Pro-Administration  | 16        | 55,2 %        | 17        | 56,7 %        |
|             | Anti-Administration | 13        | 44,8 %        | 13        | 43,3 %        |
|             | Vakant              | 1         |               | 0         |               |
| Summe       | Summe               | 29        | 29            | 30        | 30            |

## Führung

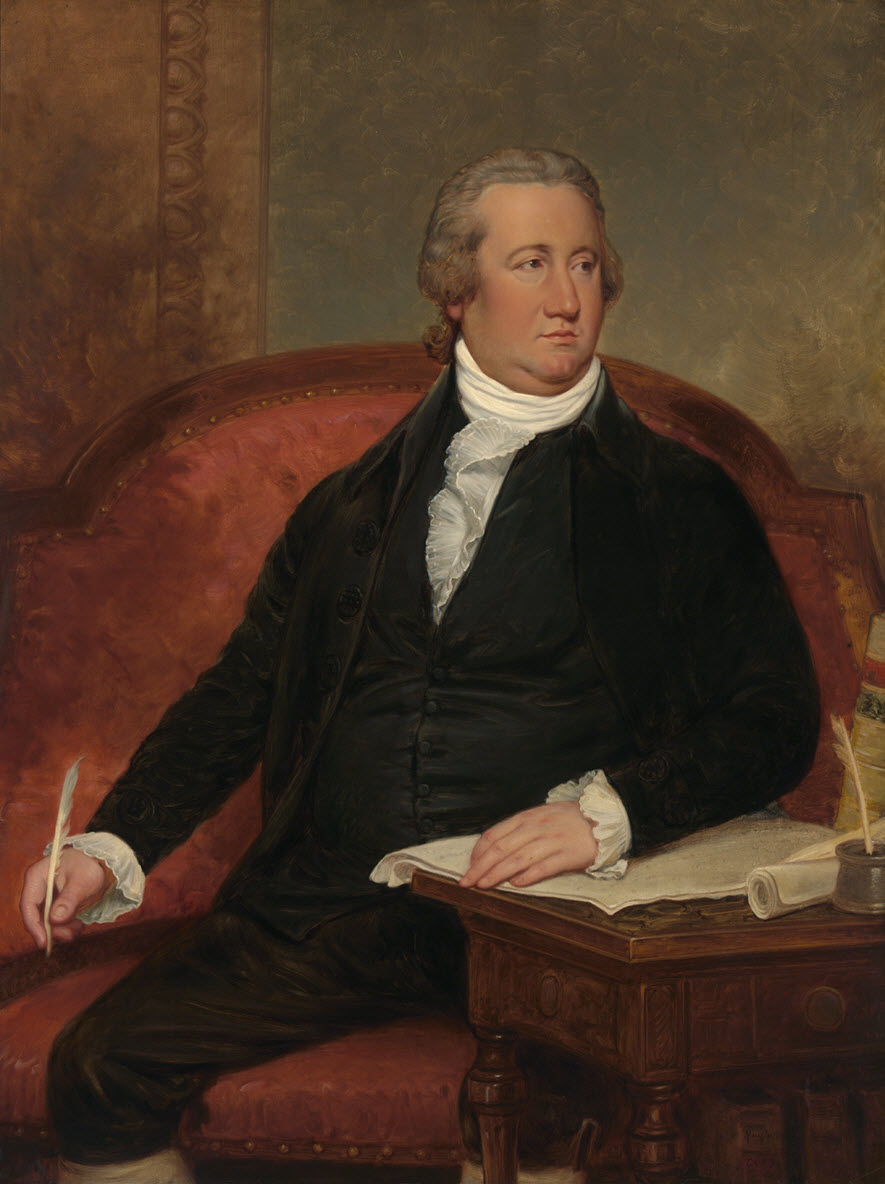
Frederick Muhlenberg (A) Sprecher des Repräsentantenhauses 1789–1791 und 1793–1795
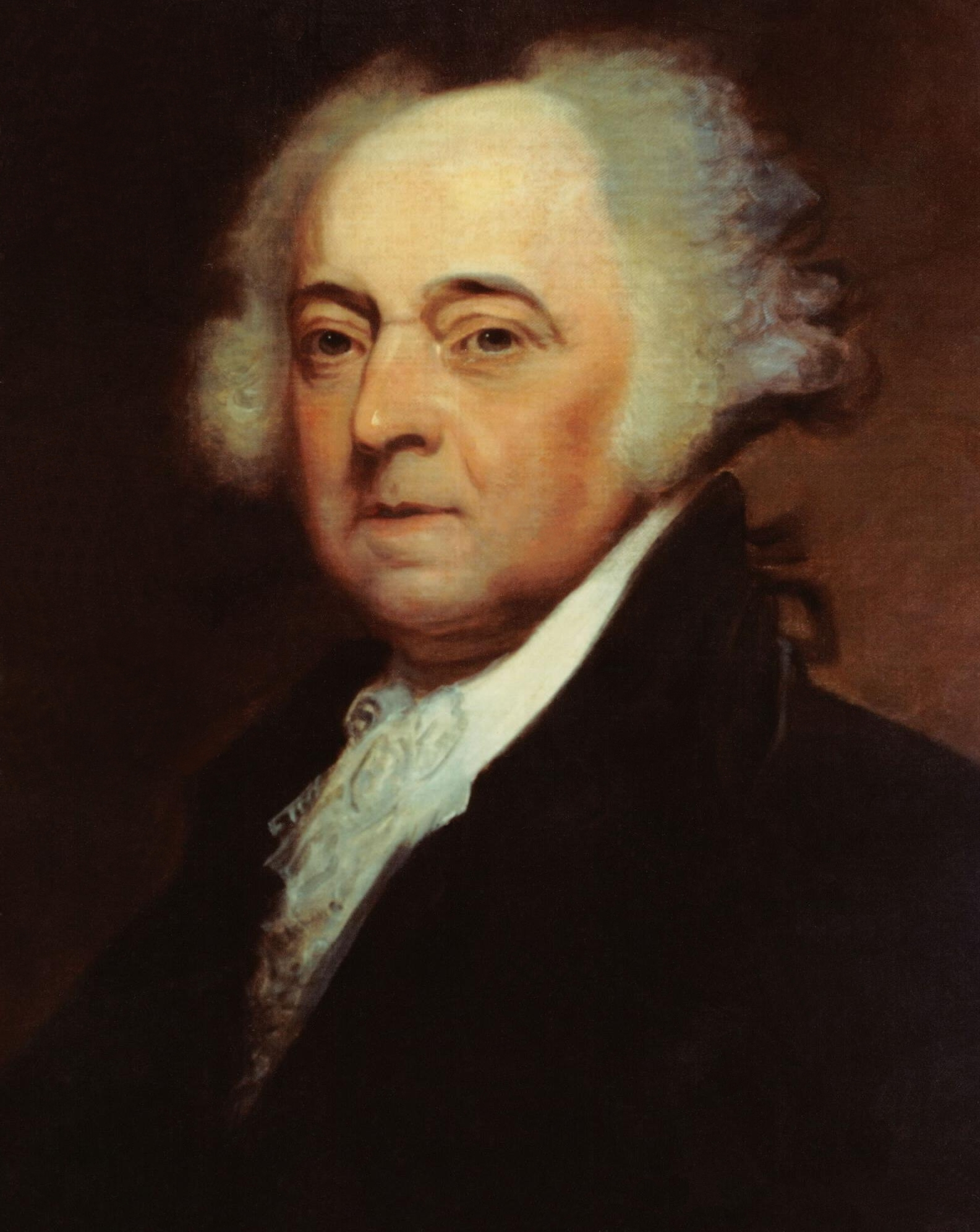
John Adams (P) Präsident des Senats 1789–1797
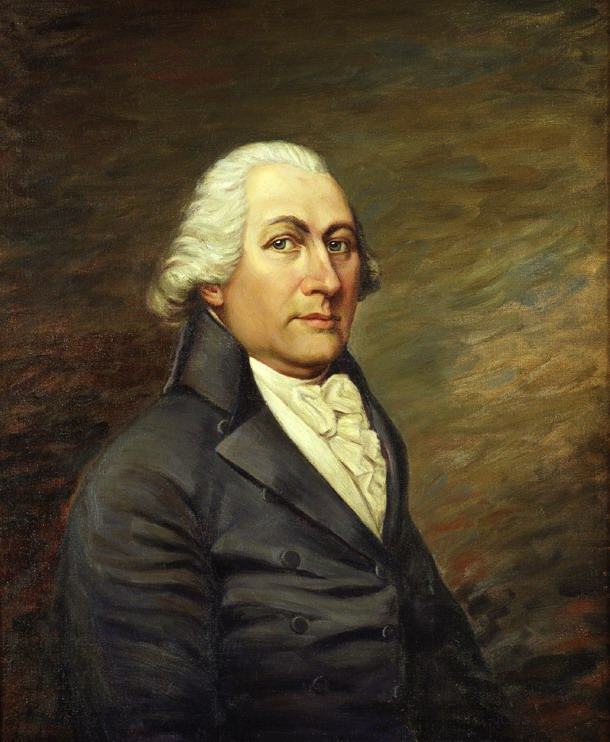
John Langdon (P) Präsident pro tempore des Senats 1789 und 1792–1793
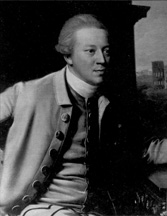
Ralph Izard (P) Präsident pro tempore des Senats 1794
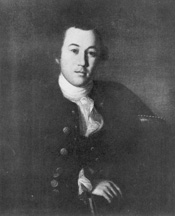
Henry Tazewell (P) Präsident pro tempore des Senats 1795

## Mitglieder

### Repräsentantenhaus
| Connecticut - Joshua Coit (P) - James Hillhouse (P) - Amasa Learned (P) - Zephaniah Swift (P) - Uriah Tracy (P) - Jonathan Trumbull junior (P) - Jeremiah Wadsworth (P) Delaware - John Patten (A), bis 14. Februar, 1794 - Henry Latimer (P), 14. Februar 1794 – 7. Februar 1795 - danach vakant Georgia - Abraham Baldwin (A) - Thomas P. Carnes (A) Kentucky - 1. Christopher Greenup (A) - 2. Alexander D. Orr (A) Maryland - 1. George Dent (P) - 2. John Mercer (A), bis 13. April 1794 - 2. Gabriel Duvall (A), ab 11. November 1794 - 3. Uriah Forrest (P), bis 8. November 1794 - 3. Benjamin Edwards (P), ab 2. Januar 1795 - 4. Thomas Sprigg (A) - 5. Samuel Smith (A) - 6. Gabriel Christie (A) - 7. William Hindman (P) - 8. William Vans Murray (P) Massachusetts - 1a. Fisher Ames (P) - 1b. Samuel Dexter (P) - 1c. Benjamin Goodhue (P) - 1d. Samuel Holten (A) - 2a. Dwight Foster (P) - 2b. William Lyman (A) - 2c. Theodore Sedgwick (P) - 2d. Artemas Ward (P) - 3a. Shearjashub Bourne (P) - 3b. Peleg Coffin (P) - 4a. Henry Dearborn (A) - 4b. George Thatcher (P) - 4c. Peleg Wadsworth (P) - David Cobb (P) New Hampshire - Nicholas Gilman (P) - John Sherburne (A) - Jeremiah Smith (P) - Paine Wingate (P) New Jersey - John Beatty (P) - Elias Boudinot (P) - Lambert Cadwalader (P) - Abraham Clark (P), bis 15. September 1794 - Aaron Kitchell (P), ab 29. Januar 1795 - Jonathan Dayton (P) | New York - 1. Thomas Tredwell (A) - 2. John Watts (P) - 3. Philip Van Cortlandt (A) - 4. Peter Van Gaasbeck (P) - 5. Theodorus Bailey (A) - 6. Ezekiel Gilbert (P) - 7. John Evert Van Alen (P) - 8. Henry Glen (P) - 9. James Gordon (P) - 10. Silas Talbot (P), bis 5. Juni 1794, danach vakant North Carolina - 1. Joseph McDowell (A) - 2. Matthew Locke (A) - 3. Joseph Winston (A) - 4. Alexander Mebane (A) - 5. Nathaniel Macon (A) - 6. James Gillespie (A) - 7. William Barry Grove (P) - 8. William Johnston Dawson (A) - 9. Thomas Blount (A) - 10. Benjamin Williams (A) Pennsylvania - James Armstrong (P) - William Findley (A) - Thomas Fitzsimons (P) - Andrew Gregg (A) - Thomas Hartley (P) - Daniel Hiester (A) - William Irvine (A) - John W. Kittera (P) - William Montgomery (A) - Frederick Muhlenberg (A) - Peter Muhlenberg (A) - Thomas Scott (P) - John Smilie (A) Rhode Island - Benjamin Bourne (P) - Francis Malbone (P) South Carolina - 1. William L. Smith (P) - 2. John Hunter (A) - 3. Lemuel Benton (A) - 4. Richard Winn (A) - 5. Alexander Gillon (A), bis 6. Oktober 1794 - 5. Robert Goodloe Harper (P), ab 9. Februar 1795 - 6. Andrew Pickens (A) Vermont - 1. Israel Smith (A) - 2. Nathaniel Niles (A) Virginia - 1. Robert Rutherford (A) - 2. Andrew Moore (A) - 3. Joseph Neville (A) - 4. Francis Preston (A) - 5. George Hancock (P) - 6. Isaac Coles (A) - 7. Abraham B. Venable (A) - 8. Thomas Claiborne (A) - 9. William B. Giles (A) - 10. Carter B. Harrison (A) - 11. Josiah Parker (P) - 12. John Page (A) - 13. Samuel Griffin (P) - 14. Francis Walker (A) - 15. James Madison (A) - 16. Anthony New (A) - 17. Richard Bland Lee (P) - 18. John Nicholas (A) - 19. John Heath (A) Ohne Stimmrecht Südwest-Territorium, später Tennessee - James White, ab 3. September 1794 |

### Senat
| Connecticut - 1. Oliver Ellsworth (P) - 3. Roger Sherman (P), bis 23. Juli 1793 - 3. Stephen Mix Mitchell (P), ab 2. Dezember 1793 Delaware - 1. George Read (P), bis 18. September 1793 - 1. Henry Latimer (P), ab 7. Februar 1795 - 2. John Vining (P) Georgia - 3. James Gunn (A) - 2. James Jackson (A) Kentucky - 3. John Edwards (A) - 2. John Brown (A) Maryland - 3. John Henry (P) - 1. Richard Potts (P) Massachusetts - 2. Caleb Strong (P) - 1. George Cabot (P) New Hampshire - 3. John Langdon (A) - 2. Samuel Livermore (P) New Jersey - 1. John Rutherfurd (P) - 2. Frederick Frelinghuysen (P) | New York - 3. Rufus King (P) - 1. Aaron Burr (A) North Carolina - 3. Benjamin Hawkins (A) - 2. Alexander Martin (A) Pennsylvania - 3. Robert Morris (P) - 1. vakant bis 2. Dezember 1793 - 1. Albert Gallatin (A), 2. Dezember 1793 – 28. Februar 1794 - 1. James Ross (P), ab 24. April 1794 Rhode Island - 1. Theodore Foster (P) - 2. William Bradford (P) South Carolina - 2. Pierce Butler (A) - 3. Ralph Izard (P) Vermont - 1. Moses Robinson (A) - 3. Stephen R. Bradley (A) Virginia - 1. James Monroe (A), bis 11. Mai 1794 - 1. Stevens Mason (A), ab 18. November 1794 - 2. John Taylor (A), bis 11. Mai 1794 - 2. Henry Tazewell (A), ab 18. November 1794 |

## Personelle Veränderungen
Im Repräsentantenhaus kam es zu zwei Todesfällen, drei Rücktritten sowie einer angefochtenen Wahl. Im Senat kam es zu einem Todesfall, drei Rücktritten sowie einer angefochtenen Wahl.

## Angestellte
- Architekt: William Thornton

### Repräsentantenhaus
- Clerk: John Beckley
- Sergeant at Arms: Joseph Wheaton
- Pförtner: Gifford Dalley
- Geistlicher: Ashbel Green

### Senat
- Sekretär: Samuel A. Otis
- Sergeant at Arms: James Mathers
- Geistlicher: William White